# 多贝莱站
多贝莱站是叶尔加瓦-利耶帕亚铁路线上的一个火车站，车站建于1927年，是多贝莱重要的铁路枢纽。